# Distretto di Karabağlar

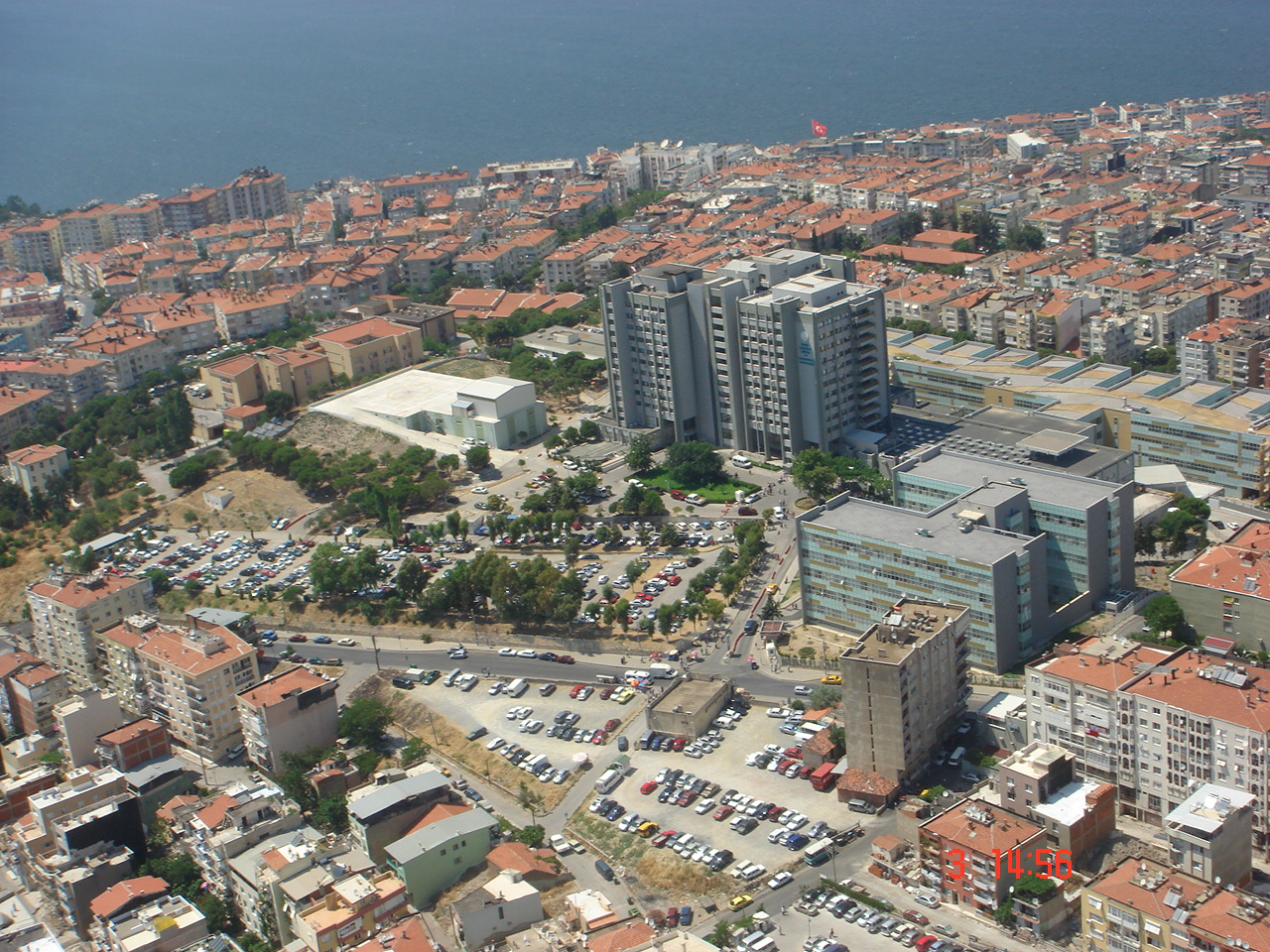
Atatürk Hospital in Karabağlar

Il distretto di Karabağlar (in turco Karabağlar ilçesi) è uno dei distretti della provincia di Smirne, in Turchia.